# Crossopetalum parviflorum
Crossopetalum parviflorum är en benvedsväxtart som först beskrevs av William Botting Hemsley, och fick sitt nu gällande namn av Lundell. Crossopetalum parviflorum ingår i släktet Crossopetalum och familjen Celastraceae. Inga underarter finns listade.